# P1Harmony
P1Harmony (кор. 피원하모니; акроним: P1H) — южнокорейский бой-бенд, созданный компанией FNC Entertainment в 2020 году. В состав группы входят шесть участников: Кихо, Тео, Джиун, Интак, Соул, Чонсоб. Группа дебютировала 28 октября 2020 года с мини-альбомом Disharmony: Stand Out.

## Карьера

### Пре-дебют
До своего дебюта Чонсоб был участником реалити-шоу SBS K-pop Star 6: The Last Chance в составе Boyfriend. Он выиграл программу, в которой подписал контракт с YG Entertainment. Два года спустя он присоединился к шоу на выживание Treasure Box в качестве участника группы C . Однако он был исключен в 9 эпизоде.

### 2020—2021: Дебют сDisharmony: Stand OutиDisharmony: Break Out

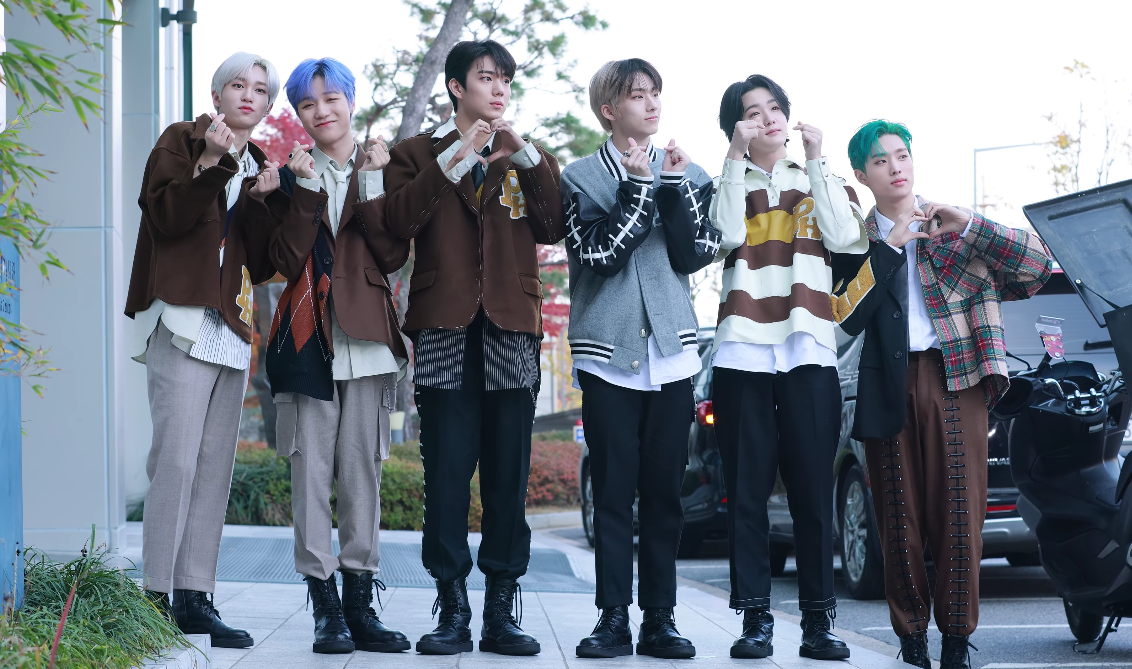
Группа в ноябре 2020 года.

В августе 2020 года FNC Entertainment объявили, что готовят к дебюту новый бойз-бенд. 27 августа компания выпустила тизер дебютного фильма группы P1H: The Beginning of a New World, который они описали как фьюжн-проект, объединяющий K-pop и K-movie. 8 сентября главный тизер был официально представлен на официальном аккаунте P1Harmony на YouTube.
28 октября группа дебютировала со своим мини-альбомом Disharmony: Stand Out и ведущим синглом «Siren».
20 апреля 2021 года состоялся первый камбэк группы с мини-альбомом Disharmony: Break Out и его заглавной композицией «Scared».

### 2022-н.в:Disharmony: Find Out,Gotta Get Back,Harmony: Zero InиHarmony: Set In

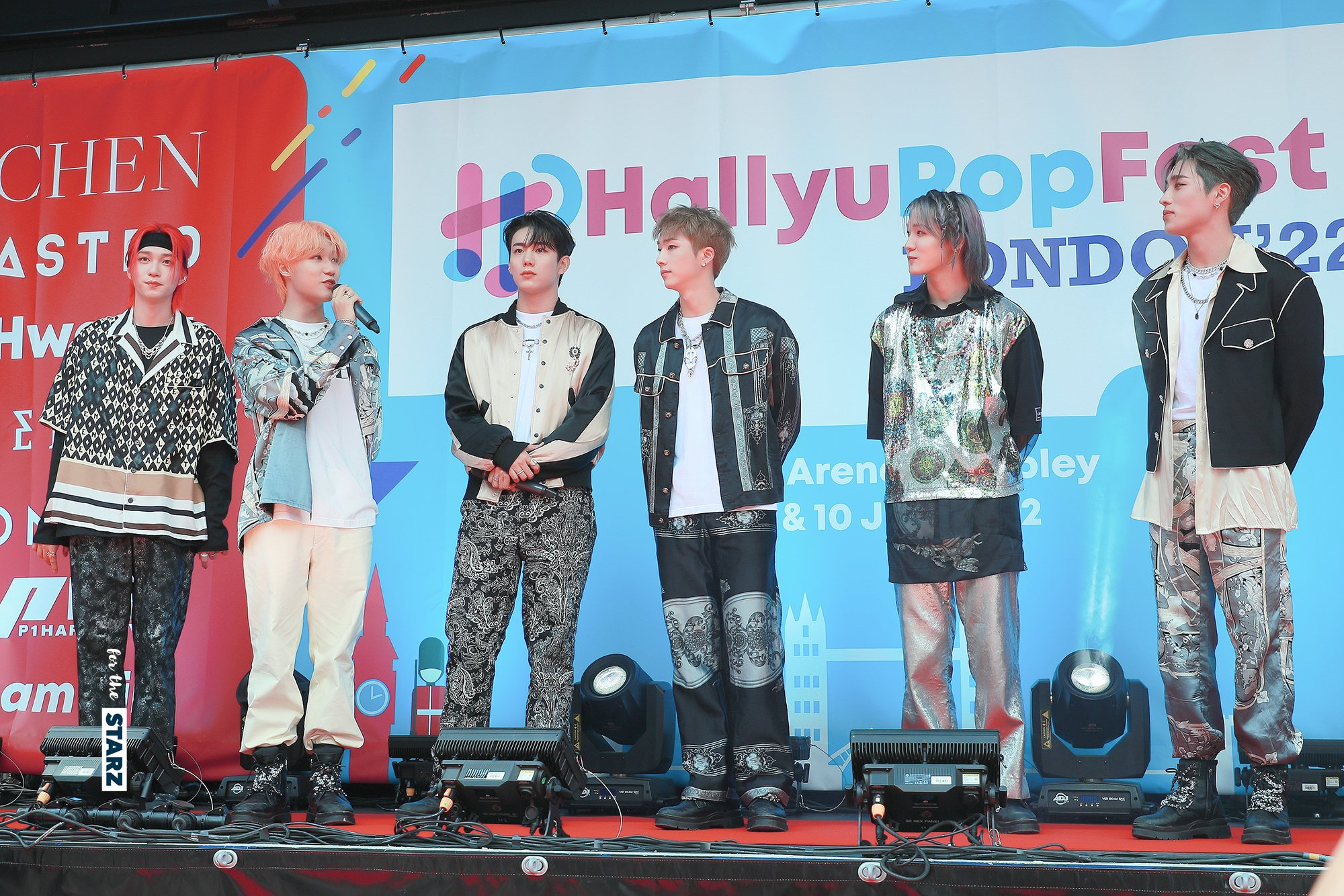
Группа в июле 2022 года.

3 января 2022 года группа выпустила свой третий мини-альбом Disharmony: Find Out и главной композицией «Do It Like This». В альбоме также присутствует значительное количество зарубежного звучания. В общей сложности в девяти регионах мира iTunes включил его в тройку лучших в чарте поп-альбомов. Все песни с этого альбома также попали в чарт iTunes KPOP в Соединенных Штатах.
28 января было объявлено, что группа отправится в свой первый в истории зарубежный тур «2022 P1Harmony LIVE TOUR [P1ustage H : PEACE]». Их первый концерт состоялся 26 февраля в Сеуле, а начиная с 11 марта они посетили восемь городов Соединенных Штатов. Тур закончился 18 мая.
1 февраля альбом группы занял четвертое место в списке самых продаваемых K-Pop альбомов Hanteo Chart за январь 2022 года с продажей 91 969 копий.
10 марта группа выпустила новую песню «Do it Like This», английскую версию своего заглавного трека из мини-альбома Disharmony: Find Out.
26 мая группа выпустила цифровой сингл «Gotta Bet Back» вместе с американским исполнителем Pink Sweat$. Композитором выступил Pink Sweat$, а Интак и Чонсоб принимали участие в написании текста песни.
20 июля P1Harmony выпустили свой четвертый мини-альбом Harmony: Zero In с главным синглом «Doom Du Doom».
30 ноября P1Harmony выпустили свой пятый мини-альбом Harmony: Set In с главным синглом «Back Down». Группа выступила на шоу телеканала NBC The Kelly Clarkson Show 29 ноября.

## Участники
Все участники группы не имеют официальных позиций, единственным исключением является позиция лидера
| Сценический псевдоним | Сценический псевдоним | Настоящее имя | Настоящее имя    | Дата рождения | Позиция в группе |
| Основной              | Другой                | На русском    | Хангыль/Японский | Дата рождения | Позиция в группе |
| --------------------- | --------------------- | ------------- | ---------------- | ------------- | ---------------- |
| Кихо                  | Keeho                 | Юн Ки Хо      | 윤기호           | 27.09.2001    | Лидер, вокалист  |
| Тэо                   | Theo                  | Чхве Тэ Ян    | 최태양           | 01.07.2001    | Вокалист         |
| Джиун                 | Jiung                 | Чхве Джи Ун   | 최지웅           | 07.10.2001    | Вокалист, репер  |
| Интак                 | Intak                 | Хван Ин Так   | 황인탁           | 31.08.2003    | Репер, танцор    |
| Соул                  | Soul                  | Хаку Шота     | 白翔太           | 01.02.2005    | Танцор, вокалист |
| Чонсоб                | Jongseob              | Ким Чон Соб   | 김종섭           | 19.11.2005    | Макнэ, репер     |

## Дискография

### Мини-альбомы
- Disharmony: Stand Out (2020)
- Disharmony: Break Out (2021)
- Disharmony: Find Out (2022)
- Harmony: Zero In (2022)
- Harmony: Set In (2022)
- Harmony: All In (2023)

## Фильмография

### Фильмы
- P1H: The Beginning of a New World (2020)

### Реалити-шоу
- P1Harmony Harmonission (2021)
- 1theK Hard Training Team (2021)
- Saessak Harmony (2021)
- Harmony Forest (2022)
- Harmony Forest Season2 (2022)
- Harmony Adventure (2023)